# Mercan Dede
Mercan Dede, pseudonimo di Arkın Ilıcalı (Bursa, 1966), è un musicista turco.

## Biografia
Resta affascinato dal suono del ney (il flauto tradizionale turco). Studia giornalismo all'università di Istanbul, si costruisce un flauto con un tubo di plastica e prende lezioni da un maestro. Ciò che lo appassiona è la fotografia grazie alla quale viene invitato e esporre in Canada dove rimane a vivere. Per mantenersi gli studi, a 23 anni, comincia a lavorare come disc jockey.
Nel 1987 debutta come Mercan Dede con il disco Sufi Dreams. L'esordio ottiene ottime recensioni e Dede viene invitato a Istanbul per partecipare a un festival.
Nel 1997 forma il gruppo Secret Tribe con il quale registra Journey o a Dervish (1999), Seyahatname (2001), Nar (2002), S U (2004) e 800 (2008).
Al Montreal Jazz Festival nel 2001, Mercan Dede si esibisce sul palco del General Motors Big Event per il concerto East Meets the West e, nell'arco della stessa serata, presenta il suo progetto Montreal Tribal Trio in un altro concerto. Durante il suo tour estivo 2003 con il gruppo Secret Tribe partecipa anche al Montreux Jazz Festival (Svizzera).
Dede lavora anche come compositore e direttore d'orchestra per il progetto Seyahatname della compagnia nazionale turca Modern Dance Troupe (MDT), con la coreografia di Beyhan Murphy. Dal debutto nel 2001 questo lavoro è stato esportato in tutto il mondo fino al 2003, anno in cui ha collaborato con Pina Bausch per le musiche dello spettacolo Istanbul. Sempre per la danza, Dede lavora per il nuovo progetto Orman Sehir (Jungle City), sempre per la compagnia turca MDT.
Suona dal vivo con molti artisti mondiali, tra cui Ludovico Einaudi per l'Italia, Kani Karaca e Ihsan Ozgen in Turchia, Peter Murphy, Natasha Atlas, Mich Geber, Omar Sosa, Maharaja, Shams Brothers e Groove Alla Turca.

## Discografia
- Sufi Dreams (Golden Horn 1998)
- Journeys of a Dervish (Golden Horn 1999)
- Seyahatname (Doublemoon 2001)
- Nar (Doublemoon 2002)
- Sufi Traveler (High Times 2003)
- Fusion Monster (Numoon 2004) (come DJ Arkin Allen)
- Su (Doublemoon 2004)
- Breath (Egea 2006)
- Nefes (Doublemoon 2007)
- 800 (Doublemoon 2007)
- SU (Doubleroom 2011)
- Dünya (2013)